# Konsulat Generalny Białorusi w Gdańsku

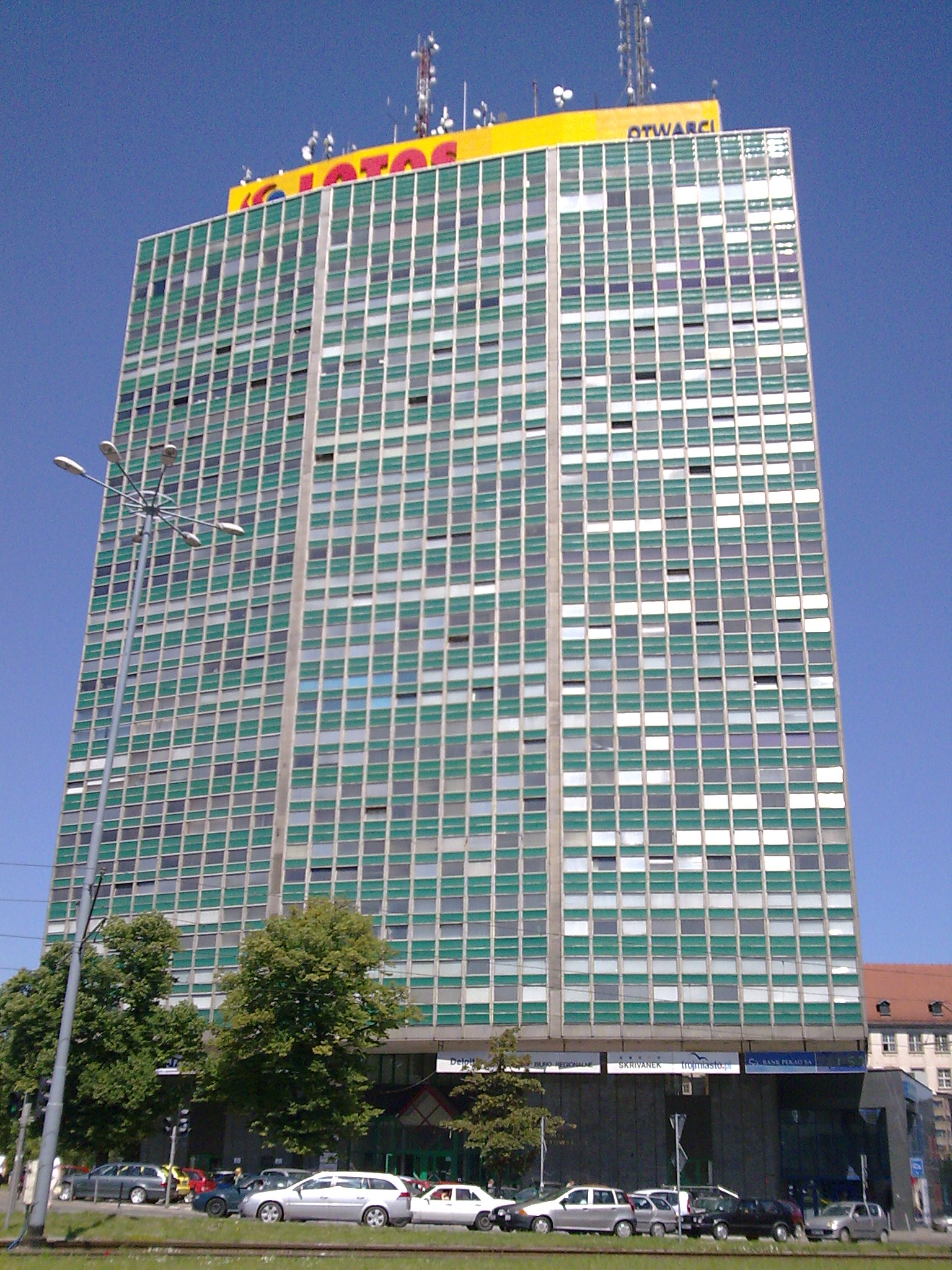
b. siedziba Konsulatu Generalnego Białorusi w Gdańsku przy Wałach Piastowskich (1993-)

Konsulat Generalny Białorusi w Gdańsku (biał. Генеральнае консульства Рэспублікі Беларусь ў Гданьску) – misja konsularna Republiki Białorusi w Gdańsku, w Rzeczypospolitej Polskiej.
Konsulat utworzono w 1993 z siedzibą przy Wałach Piastowskich 1. Następnie mieścił się przy ul. Noakowskiego 9. W 2018 został zlikwidowany. 